# Calophya duvauae
Calophya duvauae är en insektsart som först beskrevs av Scott 1882.  Calophya duvauae ingår i släktet Calophya och familjen Calophyidae. Inga underarter finns listade i Catalogue of Life.